# Bowsette

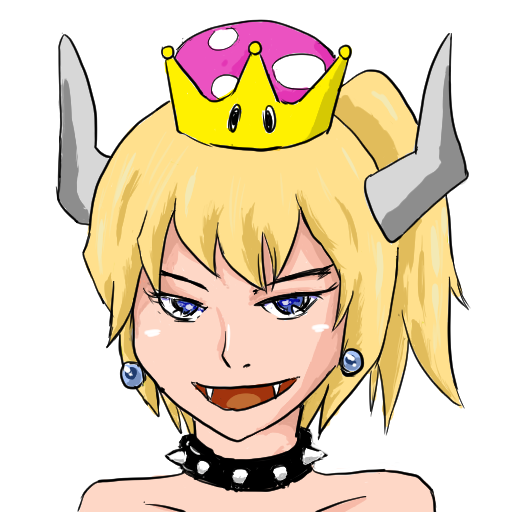
Bowsettes Gesicht

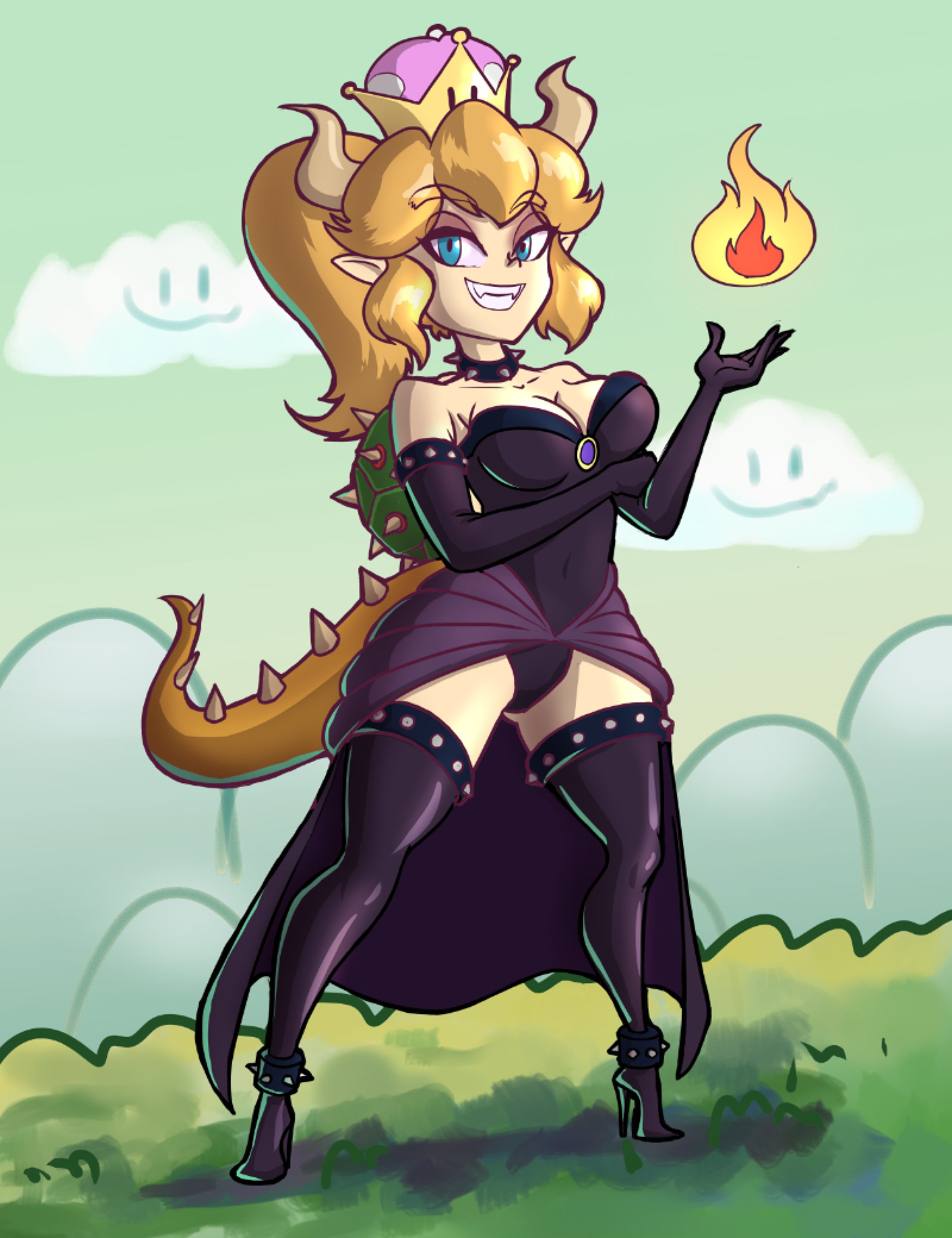
Gesamtansicht auf Bowsette, Fanzeichnung auf DeviantArt, 2018

Bowsette, auch Koopa Hime (クッパ姫 Kuppa-hime, deutsch etwa Prinzessin Koopa) ist ein fiktiver Charakter, der im Jahr 2018 entstand, als ein Fan des Nintendo-Franchises Super Mario die Videospielfiguren Bowser und Prinzessin Peach aus ebendieser Videospielserie miteinander kombinierte.

## Entstehung
Der japanische Videospielhersteller Nintendo startete das Super-Mario-Franchise im Jahr 1985. Dieses dreht sich hauptsächlich um den gleichnamigen Videospielcharakter und andere spielbare Charaktere wie Marios Bruder Luigi, welche versuchen, Prinzessin Peach zu retten, die meistens vom Antagonisten Bowser entführt wird. Der Spieler hat beim Durchlaufen der Videospielwelten in Super Mario die Möglichkeit, verschiedene Power-ups zu sammeln, die den Charakteren neue Fähigkeiten und Formen bringen.
Im September des Jahres 2018 stellte das Unternehmen in einem Trailer für die erweiterte Ausgabe des Spiels New Super Mario Bros. U ein neues solches Power-Up vor, das dem spielbaren Charakter Toadette erlaubt, sich in Peachette zu verwandeln. Peachette ähnelt Prinzessin Peach, allerdings bleibt Toadettes Frisur gleich.
Die Enthüllung des neuen Charakters Peachette führte in Fankreisen zu Spekulationen und Theorien, wie die Super-Krone – so der Name des neuen Power-ups – innerhalb des Super-Mario-Universums funktioniert. Kurz darauf veröffentlichte der Künstler unter dem Pseudonym Ayyk92 auf den Plattformen DeviantArt und Twitter ein Kurzcomic mit der Überschrift The Super Crown’s some spicy new Mario lore. Dieser Comic zeigt Mario und Bowser, die durch die Ablehnung ihrer Heiratsanträge an die Prinzessin entmutigt sind, was eine Anspielung auf das Ende von Super Mario Odyssey ist. Während Mario versucht, den gekränkten Bowser aufzumuntern, verrät dieser, dass er die Super-Krone hält. Im letzten Bild sieht man, wie die beiden an den sichtlich geschockten Luigi und Peach vorbeigehen. Bowser hat sich in den weiblichen Charakter Bowsette verwandelt, die Prinzessin Peach stark ähnelt, aber Fangzähne, dicke Augenbrauen und vorstehende Hörner am Kopf hat, sowie stachelige Hals- und Armbänder und ein schwarzes Kleid trägt.
Laut einem Artikel von Eurogamer, der sich wiederum auf die Veröffentlichung des Artbooks zu Super Mario Odyssey beruft, wird angenommen, dass das Spieleunternehmen vor Entstehung des Hypes um Bowsette an einer weiblichen Anspielung auf Bowser gearbeitet hat. Es wird gezeigt, dass Bowser über ein Power-up verfüge, die sogenannte Koopa Cap, welche andere Spielfiguren kontrollierbar mache, sobald diese von dem Power-up getroffen werden. In einem Bild wird Peach getroffen, die sich dann in einen weiblichen Bowser verwandelt und Ähnlichkeiten zu Bowsette aufweist.

## Internet-Phänomen
Obwohl der Charakter in dem Comic keinen Namen hat, gaben Fans diesem den Namen Bowsette. Der dazugehörige Hashtag verbreitete sich rasch auf Twitter und erreichte binnen kürzester Zeit über 150.000 Erwähnungen auf der Plattform. Die Pornoseiten Pornhub und YouPorn verzeichneten innerhalb eines Tages einen dramatischen Anstieg um 2.900 Prozent an Suchanfragen nach dem Charakter Bowsette. Unter japanischen Twitter-Nutzern wurde Bowsette unter Kuppa-hime bekannt. Darunter befanden sich auch viele bekannte Videospiel-Künstler und Mangaka, wie Akira Yasuda (Charakterdesign von Chun-Li aus Street Fighter), One-Punch-Man-Zeichner Yusuke Murata, Kiseki Himura (Sword Art Online: Progressive), Kotoyama (Dagashi Kashi) und Coolkyoushinja (Miss Kobayashi’s Dragon Maid), die Bowsette ein individuelles Aussehen verpassten.
Für den 27. Oktober 2018 wurde mit Project Crown eine Veranstaltung angekündigt, auf der unter anderem Fanarbeiten und Crossdressing-Cosplays gezeigt werden sollen.

## Rezeption

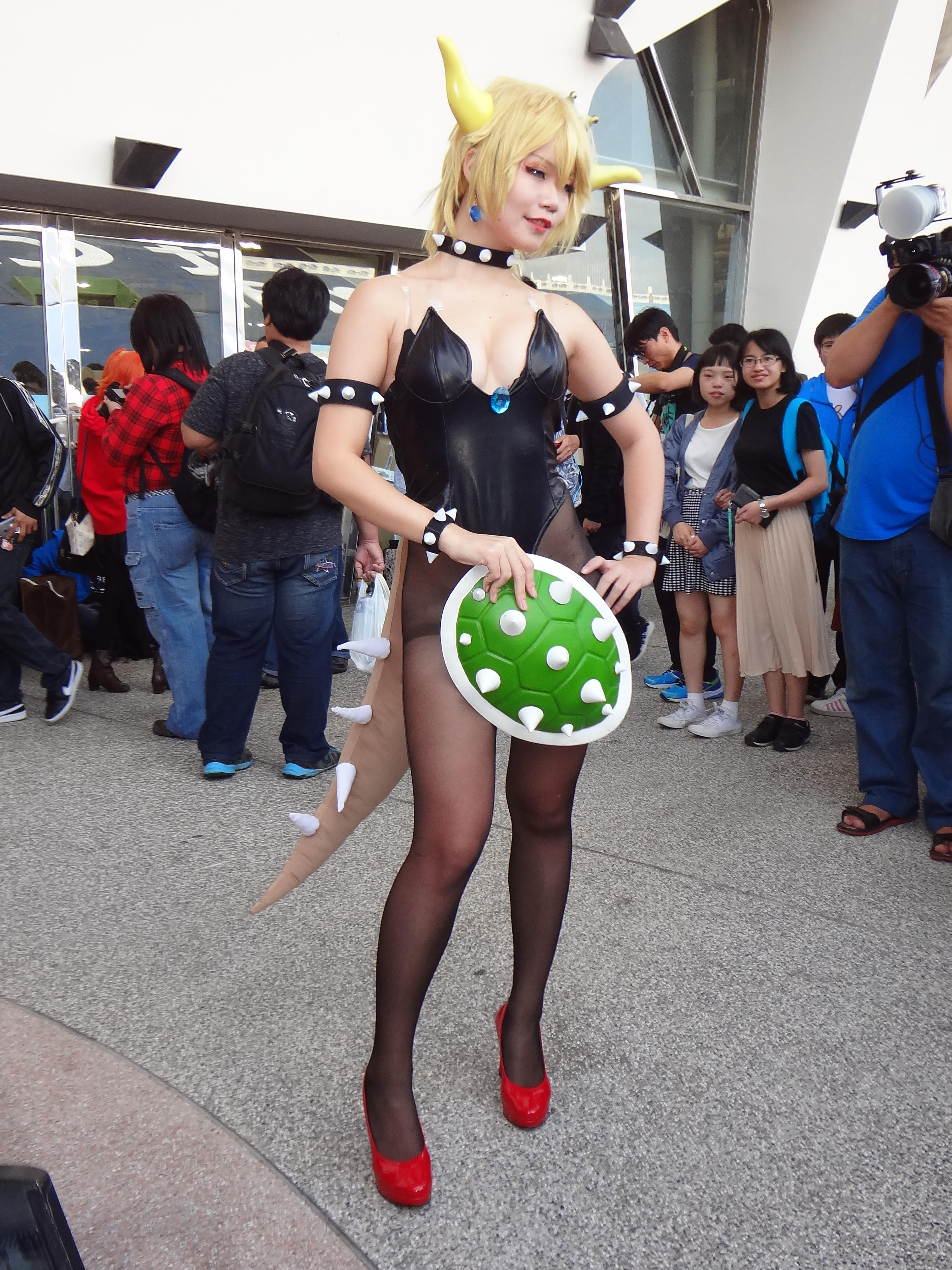
Cosplayerin als Bowsette, 2018

Infolge der Popularität haben Fans andere Charaktere erfunden, die durch dieses neue Power-up verändert wurden. Auch Webvideoproduzent PewDiePie reagierte auf Bowsette.
Ana Valens vom Daily Dot schrieb, dass Bowsette eine identifizierbare Figur in der LGBT speziell für Transfrauen und lesbische Frauen sei. Don Nero von Esquire beschreibt Bowsette als einen „Domina-inspirierten Charakter“, der in der Lage sei, als ein positives Symbol der Frauenbewegung wie Samus Aran oder Lara Croft zu werden. Allerdings wurde ein Großteil der Fan-Schaffungen für ihre Gestaltung kritisiert, die hauptsächlich den sexuellen Trieb von Männern befriedigen würden und Erinnerungen an die Sexpuppen-ähnlichen Charaktere in Dead or Alive Volleyball hervorrufen. Auf Ars Technica schrieb Sam Machkovech, dass die Popularität von Bowsette teilweise dem Kontrast zu Prinzessin Peach zu verdanken sei und meinte wörtlich, die Fanzeichnungen fokussieren sich mehr auf „eine muskulöse, weniger schlanke Figur […], die Prinzessin Peach weniger Barbie-proportioniert aussehen lasse.“ Nick Valdez von ComicBook.com beschreibt den Charakter als eine Kombination aus „süßen Elementen des Charakterdesigns von Prinzessin Peach und den härteren Kanten und den stacheligen Schweif von Bowser“, die „aus dem Amalgam der beiden Charaktere eine herrliche künstlerische Herausforderung für Fans macht“, wobei er auch vor der expliziten Natur mancher Fanzeichnungen warnte.
Verschiedene andere Medien diskutierten die Legalität solcher Fan-Charaktere, speziell Bowsette, unter dem Aspekt des Urhebergesetzes und stellten die Frage, ob derartige Arbeiten das Urheberrecht von Nintendo verletzen.
Seit Beginn des Internethypes stieg die Aktie von Nintendo. Ob allerdings der Hype um Bowsette tatsächlich für den Anstieg der Aktie um knappe zwei Prozent verantwortlich ist, ist aufgrund des Launchs von Nintendo Switch Online, der ungefähr zeitgleich erfolgte, nicht bekannt bzw. wird bestritten. Nintendo wollte sich nicht zu den Anfragen äußern.

„Hinsichtlich der Zeichnungen und anderen Inhalten, die im Internet hochgeladen werden, haben wir nichts zu sagen.“

Der in der Moddingszene bekannte Kaze Emanuar wurde beauftragt, ein spielbares Charaktermodell von Bowsette für Super Mario 64 zu entwerfen. Zum Spielen benötigt wird ein Nintendo-64-Emulator auf einem PC, ein unmodifiziertes (clean) Super Mario 64-ROM, die von Kaze Emanuar erstellte .bps patch file und das Programm Floating IPS („Flips“), welches aus dem clean ROM und der patch file ein modifiziertes ROM (ROM-Hack) erstellt, welches dann mit dem Emulator gespielt werden kann. Eine weitere Mod von StupidMarioBros1Fan macht Bowsette zum Endboss in New Super Mario Bros. Wii. Bowsette besitzt in dieser Mod eine eigene Sprachausgabe, die allerdings aus Samples verschiedenster Spiele der Super-Mario-Reihe – darunter Mario Party 10, Mario Tennis Ultra Smash und eben New Super Mario Bros – besteht und angepasst wurde. Für das Charaktermodell entschied sich der Modder Prinzessin Peach aus Mario Party 9 zu verwenden. Inzwischen ist Bowsette durch verschiedene Mods ein spielbarer Charakter in Mario Kart 8 und The Legend of Zelda: Breath of the Wild.
Die Figur erfreut sich große Beliebtheit in der Fanszene was dazu führte, dass einige Spieler sich Bowsette als offiziellen Videospielcharakter in zukünftige Mario-Spiele wünschen.

## Boosette

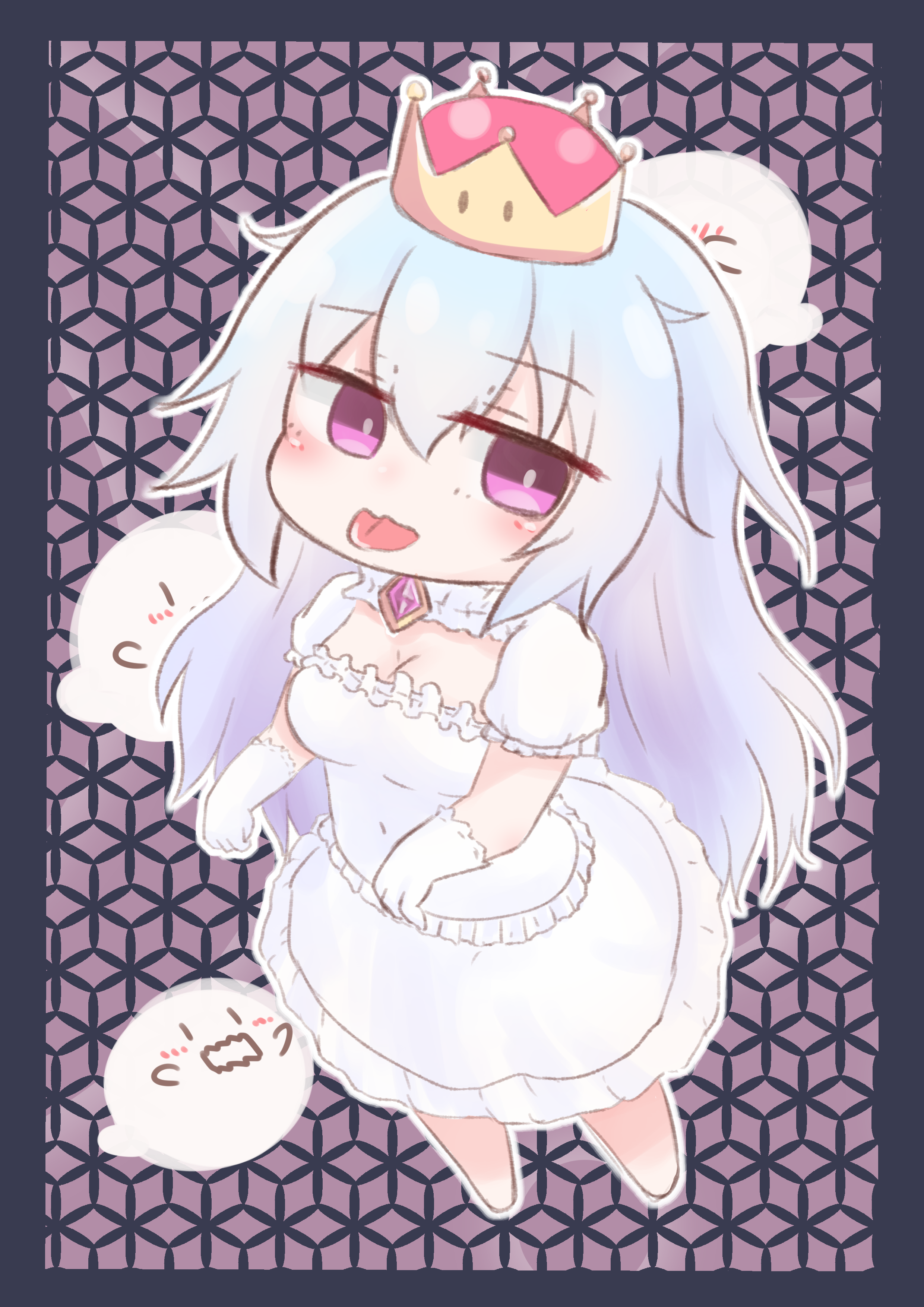
Boosettes Gesicht

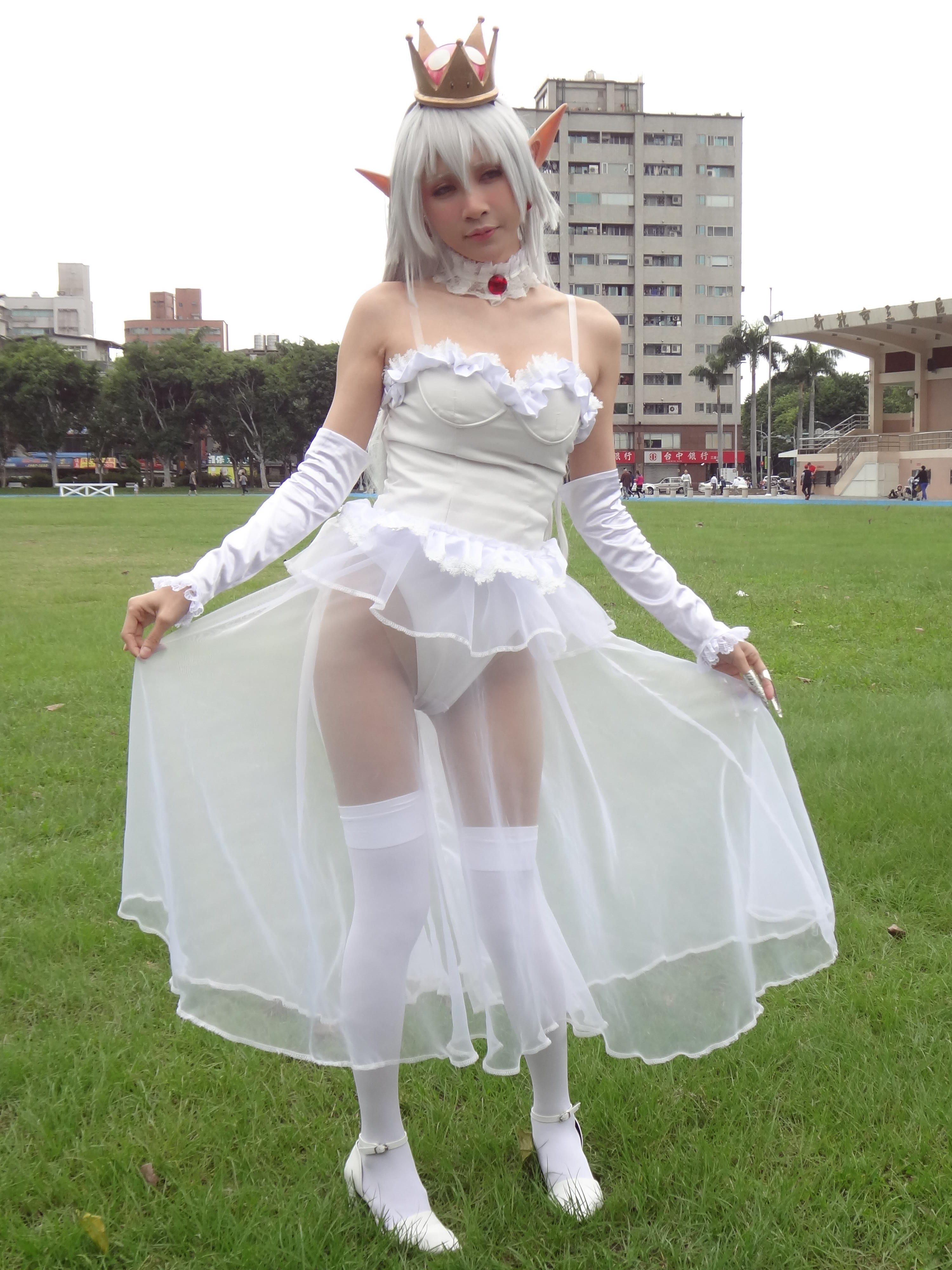
Cosplayerin als Boosette, 2018

Wenige Tage nach dem Hype um Bowsette entstanden Fan-Arbeiten, in denen dem Geist König Buu Huu aus Luigi’s Mansion die Super-Krone aufgesetzt und in einem weiblichen menschlichen Körper gezeigt wird. Boosette bzw. Princess Boo oder Princess King Boo (キングテレサ姫 Kingu Teresa Hime) hat silbernes bis weißes Haar, scharfe Zähne und trägt ein weißes Kleid und weiße Handschuhe. Boosette löste einen ähnlichen Medienhype aus.

## Auszeichnungen
- Twitter Trend Awards
  - 2018: Steering Committee Special Award (Sonderauszeichnung) für Bowsette[31]